# Tunesië op de Olympische Zomerspelen 2012
Tunesië nam deel aan de Olympische Zomerspelen 2012 in Londen, Verenigd Koninkrijk.

## Medailleoverzicht
| Sport    | Olympiër         | Onderdeel               | Medaille |
| -------- | ---------------- | ----------------------- | -------- |
| Zwemmen  | Oussama Mellouli | 10 km openwater (m)     | Goud     |
| Atletiek | Habiba Ghribi    | 3000 m steeplechase (v) | *        |
| Zwemmen  | Oussama Mellouli | 1500 m vrij (m)         | Brons    |

- Oorspronkelijk zilver, Joelia Zaripova werd in 2015 na een positieve dopingtest alsnog gediskwalificeerd

## Deelnemers en resultaten

### Atletiek

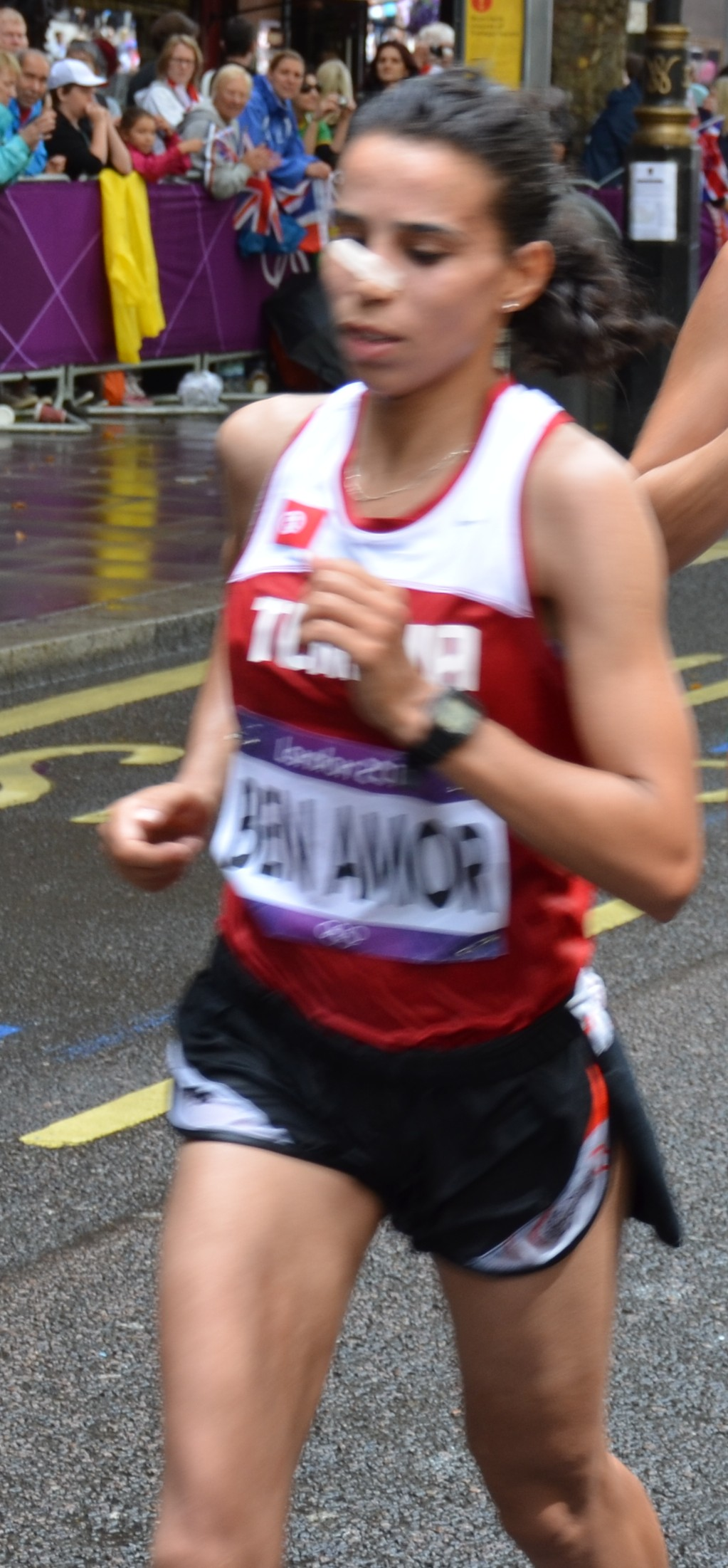
Amira Ben Amor in de olympische marathon

| Olympiër           | Onderdeel              | Resultaat | Prestatie     |
| ------------------ | ---------------------- | --------- | ------------- |
| Amor Ben Yahia     | 3000m steeplechase (m) |           |               |
| Hosni Wissem Hosni | marathon (m)           |           |               |
| Hassanine Sebei    | 20 km snelwandelen (m) |           |               |
|                    |                        |           |               |
| Habiba Ghribi      | 3000m steeplechase (v) | Goud      | tijd: 9.08,37 |
| Adel Hfaiedh       | 3000m steeplechase (v) |           |               |
| Amira Ben Amor     | marathon (v)           |           |               |

### Basketbal
| Olympiër | Onderdeel | Resultaat | Prestatie |
| --- | --------- | --------- | --- |
| Omar Abada Lassaad Chouaya Mokhtar Ghyaza Mohamed Hdidane Marouan Kechrid Marouan Laghnej Sofian M'Rad Mourad El Mabrouk Amine Maghrebi Salah Mejri Makrem Ben Romdhane Amine Rzig Radhouane Slimane Zied Toumi | mannen    |           | groepsfase Tunesië 56 - 60 Nigeria Tunesië 63 - 110 Verenigde Staten Tunesië - Argentinië Tunesië - Frankrijk Tunesië - Litouwen |

### Boksen
| Olympiër           | Onderdeel                        | Resultaat | Prestatie |
| ------------------ | -------------------------------- | --------- | --------- |
| Ahmed Mejri        | Lichtgewicht [-60 kg] (m)        |           |           |
| Abderrazak Houya   | halfweltergewicht [-64 kg] (m)   |           |           |
| Yahia El-Mekachari | halfzwaargewicht [-81 kg] (m)    |           |           |
|                    |                                  |           |           |
| Maroua Rahali      | vlieggewicht [48-51 kg] (v)      |           |           |
| Rim Jouini         | halfweltergewicht [57-60 kg] (v) |           |           |

### Gewichtheffen
| Olympiër        | Onderdeel     | Resultaat | Prestatie |
| --------------- | ------------- | --------- | --------- |
| Khalil El Maoui | tot 56 kg (m) |           |           |
|                 |               |           |           |
| Ghada Hassine   | tot 69 kg (v) |           |           |

### Gymnastiek
| Olympiër         | Onderdeel    | Resultaat | Prestatie                                      |
| Turnen           | Turnen       | Turnen    | Turnen                                         |
| ---------------- | ------------ | --------- | ---------------------------------------------- |
| Wajdi Bouallègue | meerkamp (m) |           | brug paard voltige rekstok ringen sprong vloer |

### Handbal
| Olympiër | Onderdeel | Resultaat | Prestatie |
| --- | --------- | --------- | --------- |
| Kamel Alouini Anouar Ayed Aymen Bannour Oussama Boughanmi Marouane Chouiref Slim Hédoui Wassim Helal Wissem Hmam WaÃl Jallouz Marouane Maggaïez Heykel Megannem Mosbah Sanaï Issam Tej Jalel Touati Aymen Toumi | mannen    |           |           |

### Judo
| Olympiër           | Onderdeel   | Resultaat | Prestatie |
| ------------------ | ----------- | --------- | --------- |
| Faycal Jaballah    | +100 kg (m) |           |           |
|                    |             |           |           |
| Houda Miled        | -70 kg (v)  |           |           |
| Hana Mareghni      | -78 kg (v)  |           |           |
| Nihel Cheik Rouhou | +78 kg (v)  |           |           |

### Kanovaren
| Olympiër            | Onderdeel    | Resultaat | Prestatie |
| ------------------- | ------------ | --------- | --------- |
| Khaled Houcine      | C1 200m (m)  |           |           |
| Mohammed Ali Mrabet | K1 1000m (m) |           |           |
|                     |              |           |           |
| Afef Ben Ismail     | K1 500m (v)  |           |           |

### Roeien
| Olympiër    | Onderdeel | Resultaat | Prestatie |
| ----------- | --------- | --------- | --------- |
| Aymen Mejri | skiff (m) |           |           |
|             |           |           |           |
| Racha Soula | skiff (v) |           |           |

### Schermen
| Olympiër           | Onderdeel  | Resultaat | Prestatie |
| ------------------ | ---------- | --------- | --------- |
| Mohammed Smandi    | floret (m) |           |           |
| Hichem Smandi      | sabel (m)  |           |           |
|                    |            |           |           |
| Sarra Besbès       | degen (v)  |           |           |
| Ines Boubakri      | floret (v) |           |           |
| Azza Besbès        | sabel (v)  |           |           |
| Amira Ben Chaabane | sabel (v)  |           |           |

### Schietsport
| Olympiër    | Onderdeel            | Resultaat | Prestatie |
| ----------- | -------------------- | --------- | --------- |
| Noura Nasri | 10m luchtpistool (m) |           |           |

### Taekwondo
| Olympiër          | Onderdeel  | Resultaat | Prestatie |
| ----------------- | ---------- | --------- | --------- |
| Khaoula Ben Hamza | +67 kg (v) |           |           |

### Tennis
| Olympiër     | Onderdeel     | Resultaat | Prestatie                                                                    |
| ------------ | ------------- | --------- | ---------------------------------------------------------------------------- |
| Malek Jaziri | enkelspel (m) |           | 1e ronde: won van TPE Lu Yen-Hsun 7-6(10), 4-6, 6-3 2e ronde: USA John Isner |
|              |               |           |                                                                              |
| Ons Jabeur   | enkelspel (v) |           | 1e ronde: GER Sabine Lisicki                                                 |

### Volleybal
| Olympiër | Onderdeel | Resultaat | Prestatie |
| --- | --------- | --------- | --------- |
| Omar Agrebi Mahadi Ben Cheikh Marouen Garci Hamza Nagga Hamza Bilel Ben Hasine Noureddine Hfaiedh Hichem Kaabi Elyes Karamosli Nabil Miladi Ismail Moalla Mohamed Ben Slimen Anouer Taouerghi | mannen    |           |           |

### Worstelen
| Olympiër            | Onderdeel      | Resultaat      | Prestatie      |
| Grieks-Romeins      | Grieks-Romeins | Grieks-Romeins | Grieks-Romeins |
| ------------------- | -------------- | -------------- | -------------- |
| Zied Ayt Okrame     | -74 kg (m)     |                |                |
| Haikel Achouri      | -84 kg (m)     |                |                |
| Housine Ayari       | -96 kg (m)     |                |                |
| Radhouane Chebbi    | -120 kg (m)    |                |                |
| Vrije stijl         |                |                |                |
| Haithem Ben Ayalech | -66 kg (m)     |                |                |
| Bilel Wechtati      | -74 kg (m)     |                |                |
|                     |                |                |                |
| Marwa Mezien        | -48 kg (v)     |                |                |
| Marwa Amzi          | -55 kg (v)     |                |                |

### Zeilen
| Olympiër       | Onderdeel | Resultaat | Prestatie |
| -------------- | --------- | --------- | --------- |
| Youssef Akrout | laser (m) |           |           |

### Zwemmen
| Olympiër             | Onderdeel           | Resultaat | Prestatie |
| -------------------- | ------------------- | --------- | --------- |
| Ahmed Mathlouti      | 200m vrije slag (m) |           |           |
| Ahmed Mathlouti      | 400m vrije slag (m) |           |           |
| Oussama Mellouli     |                     |           |           |
| 1500m vrije slag (m) |                     |           |           |
| 10 km open water (m) |                     |           |           |
| Taki Mrabet          | 200m wisselslag (m) |           |           |
| Taki Mrabet          | 400m wisselslag (m) |           |           |
|                      |                     |           |           |
| Sarra Lajnef         | 200m schoolslag (v) |           |           |